# John Gordon Bennett

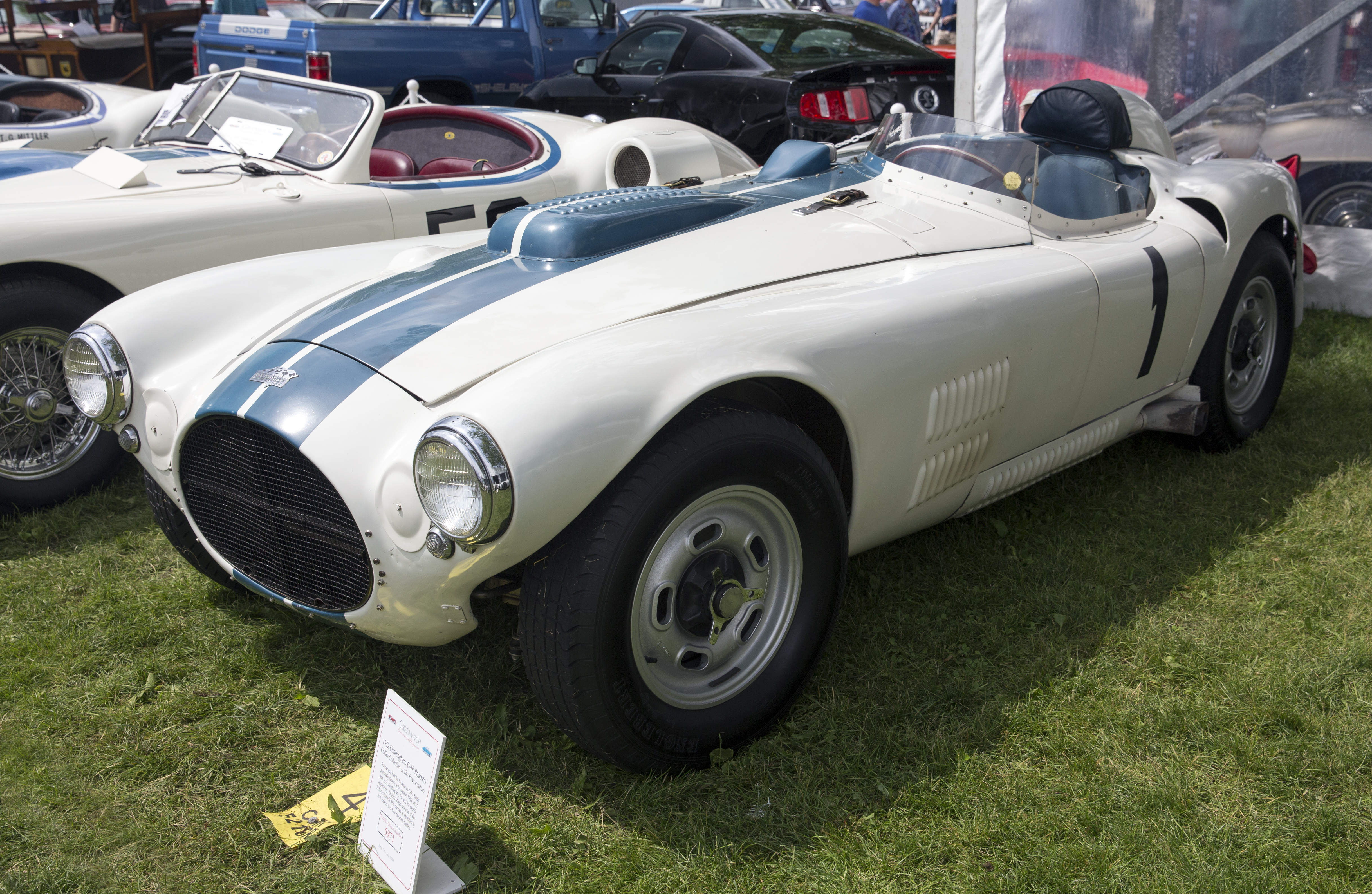
Der Cunningham C4-R mit dem John Gordon Bennett das 24-Stunden-Rennen von Le Mans 1954 bestritt

John Gordon Cyril Bennett (* 13. September 1913 in Saint Helier; † 12. Februar 1988 in Orange City) war ein US-amerikanischer Autorennfahrer britischer Herkunft.

## Karriere als Rennfahrer
John Gordon Bennett kam auf der Kanalinsel Jersey zur Welt und war Ende der 1940er- und in den 1950er-Jahren als Fahrer im Motorsport aktiv. Er war in der US-amerikanischen Sportwagen-Meisterschaft engagiert und im Bergrennsport erfolgreich. In seiner Karriere gelangen ihm sechs Gesamt- und neun Klassensiege. Seinen ersten Sieg feierte er 1952 beim Bergrennen Brynfan Tyddyn, wo er auf einem MG TD vor Chuck Dietrich und Bill Lloyd gewann. Der letzte Erfolge datiert aus dem Jahr 1957, als er bei einem Sportwagenrennen in Mansfield siegreich blieb.
Für das Team von Briggs Cunningham war er beim 12-Stunden-Rennen von Sebring und dem 24-Stunden-Rennen von Le Mans gemeldet. In Sebring war die beste Platzierung im Gesamtklassement ein 12. Rang 1956. In Le Mans wurde er als Partner von Cunningham 1954 Gesamtfünfter.
1948 und 1949 war er insgesamt viermal bei vier Formel-1-Rennen ohne Weltmeisterschaftsstatus am Start. Bei einem Rennen in seinem Geburtsort Saint Helier wurde er 1948 Zehnter (Das Rennen gewann Bob Gerard vor George Abecassis und Reg Parnell).

## Statistik

### Le-Mans-Ergebnisse
| Jahr | Team              | Fahrzeug         | Teamkollege       | Platzierung | Ausfallgrund |
| ---- | ----------------- | ---------------- | ----------------- | ----------- | ------------ |
| 1953 | Briggs Cunningham | Cunningham C4-RK | Charles Moran     | Rang 10     |              |
| 1954 | Briggs Cunningham | Cunningham C4-R  | Briggs Cunningham | Rang 5      |              |

### Sebring-Ergebnisse
| Jahr | Team              | Fahrzeug                 | Teamkollege       | Platzierung     | Ausfallgrund    |
| ---- | ----------------- | ------------------------ | ----------------- | --------------- | --------------- |
| 1953 | Briggs Cunningham | Frazer Nash Targa Florio | Charles Moran     | Ausfall         | Defekt          |
| 1954 | Frank Miller      | Jaguar C-Type            | Trevor McKenna    | Disqualifiziert |                 |
| 1955 | B. S. Cunningham  | Cunningham C6-R          | Briggs Cunningham | Ausfall         | Getriebeschaden |
| 1956 | Briggs Cunningham | Jaguar D-Type            | Briggs Cunningham | Rang 12         |                 |

### Einzelergebnisse in der Sportwagen-Weltmeisterschaft
| Saison | Team                           | Rennwagen                                | 1   | 2   | 3   | 4   | 5   | 6   | 7   |
| ------ | ------------------------------ | ---------------------------------------- | --- | --- | --- | --- | --- | --- | --- |
| 1953   | Briggs Cunningham              | Frazer Nash Targa Florio Cunningham C4-R | SEB | MIM | LEM | SPA | NÜR | RTT | CAP |
| 1953   | Briggs Cunningham              | Frazer Nash Targa Florio Cunningham C4-R | DNF |     | 10  |     |     |     |     |
| 1954   | Frank Miller Briggs Cunningham | Jaguar C-Type Cunningham C4-R            | BUA | SEB | MIM | LEM | RTT | CAP |     |
| 1954   | Frank Miller Briggs Cunningham | Jaguar C-Type Cunningham C4-R            |     | DNF |     | 5   |     |     |     |
| 1955   | Briggs Cunningham              | Cunningham C6-R                          | BUA | SEB | MIM | LEM | RTT | TAR |     |
| 1955   | Briggs Cunningham              | Cunningham C6-R                          | DNF |     |     |     |     |     |     |
| 1956   | Briggs Cunningham              | Jaguar D-Type                            | BUA | SEB | MIM | NÜR | KRI |     |     |
| 1956   | Briggs Cunningham              | Jaguar D-Type                            | 12  |     |     |     |     |     |     |